# ヒプシュテット
ヒプシュテット (ドイツ語: Hipstedt) は、ドイツ連邦共和国ニーダーザクセン州のローテンブルク（ヴュンメ）郡に属す町村（以下、本項では便宜上「町」と記述する）で、ザムトゲマインデ・ゲーステクヴェレを構成する町村の一つである。首邑のヒプシュテットの他ハインシェンヴァルデ地区がこの町に属す。ヴェーザー川の最も北の支流であり、ブレーマーハーフェンで合流するゲーステ川がヒプシュテット内で湧出する。

## 行政

### 議会
ヒプシュテットの町議会は11議席からなる。

### 姉妹町村
- ヒュプシュテット（ドイツ、テューリンゲン州ウンシュトルト＝ハイニヒ郡デュンヴァルト内の集落）1990年

## 経済と社会資本

### 交通
ヒプシュテットには、鉄道 ブレーマーハーフェン - ブクステフーデ線の駅がある。町の南に連邦アウトバーンA22号線が計画されている。

## 引用
1. ↑  Landesamt für Statistik Niedersachsen, LSN-Online Regionaldatenbank, Tabelle A100001G: Fortschreibung des Bevölkerungsstandes, Stand 31. Dezember 2023